# Bottom of the 9th
Bottom of the 9th est un jeu vidéo de baseball sorti en 1996 sur Nintendo 64, Saturn et PlayStation. Le jeu a été développé et édité par Konami.